# 東京都立田園調布高等学校
東京都立田園調布高等学校（とうきょうとりつでんえんちょうふこうとうがっこう）は、東京都大田区田園調布南に所在する東京都立高等学校。略称「田高（でんこう）」

## 概要
長年私服校であったが、2008年度に推奨服が導入された（私服通学も可）。近隣は緑豊かな文教地区で大田区立東調布第一小学校や大田区立東調布中学校が位置している。
「進学校復活」を掲げ、様々な学校改革を進めている。2008年度より新たな取組として、学力上位層を対象としたアドバンストクラス（特進クラス）が学年1クラス設けられた。国公立や難関私立大学受験に対応し、必修として単位認定もされる大学入試問題演習授業のマルチ演習があり、春(1年生のみ)と夏には勉強合宿も行われている。また推奨服の導入、普通教室への冷房設置、合唱祭の新設等が行われた。さらに授業改善に向けての「学力向上プロジェクト」も進んでおり、大学受験や学力向上対策の早朝や放課後また長期休業中の補講も増加し、充実を図っている。また三者面談・進路相談等の充実も図っている。読書活動推進にも力を入れていて、ビブリオバトルにも取り組んでいる。現在､漢検は1,2年生は全員受験を実施している。英語に関してはGTECを受験している。
2001年より特色ある教育活動の柱の一つである「田高進路プロジェクト」を立ち上げ、目的意識を持って田高生活を送り大学進学を中心とした田高生の進路実現に向け、積極的な指導・支援を続けている。「田高進路プロジェクト」は、以前から蓄積されてきた田高進路指導のノウハウを集積・システム化した田高生の3年間を見通した進路指導で、入学早々の1年生の「学ぶ意味」の深化から始まり、以下「職業に就くこと」・「上級学校への進学」等を重視した総合的な進路指導プログラムである。2004年より明治学院大学、2005年より武蔵工業大学（現東京都市大学）と高大連携が行われており、単位を修得すると学校の単位に加えられると共に、本人がそれぞれの大学に進学すると大学の単位としても認定される。
学校群制度時代においては小山台と同群になり、東大10人、早慶100人程度の合格者を輩出した時期もあった。長らく低倍率傾向であったが「進学校復活」を目指した学校改革が評価され、近年入試倍率は上昇傾向である。なお、2010年度には東大へ合格者を輩出した。一般入試においては都の共通問題を全科目で使用している。2006年入試より分割後期募集を実施している。
部活動においては過去に野球部が東京大会ベスト８に進出するなどしており、多摩川河川敷グランド（サッカー部、野球部兼用）を所有している。男女バスケットボール部、吹奏楽部、ダンス部なども積極的に活動している。

## 沿革
- 1950年 - 「東京都立大田高等学校[1]」として開校。
- 1952年 - 学区合同選抜制度導入。
- 1953年2月 - 東京都立田園調布高等学校と改称。
- 1967年 - 学校群制度導入、小山台高校と14群を組む。
- 1982年 - グループ合同選抜制度導入。大崎・小山台・八潮・大森・南・大森東・雪谷・羽田・蒲田の各校と12グループを組む。
- 1989年 - 現校舎に改築。
- 1994年 - 単独選抜へ移行。
- 1999年
  - 創立50周年記念式典挙行、在校生の親である元文化放送フリーアナウンサーの貴船汐音がメイン司会担当。
  - 本校OGの内館牧子の講演会を開催。
- 2001年 - 田高進路プロジェクト開始。
- 2006年 - 分割後期募集開始。
- 2008年 - アドバンストクラス（特進クラス）設置、推奨服導入、全普通教室冷房設置、合唱祭導入。
- 2014年 - 新入生に高校での勉強方法や学習習慣を身につける「スタディキャンプ」が始まる。
- 2016年 - 東京都中部学校経営支援センターから「学力向上推進校」に指定される。
- 2018年
  - 東京都教育委員会から「進学指導研究校」「パワーアップハイスクール」に指定される。
  - 土曜授業（年間18日）、 夏季集中型学力向上講習（1・2年生対象）開始。
- 2019年 - 東京都中部学校経営支援センターから「センター特別指定校」に指定される。
- 2020年 - 東京都教育委員会から「進学指導研究校アソシエイト」「理数研究校」「エンジョイスポーツプロジェクトモデル事業」に指定される。
- 2021年 - アドバンストクラスの目的が「学習先進クラス」から「国公立大選抜クラス」に改善される。

## 校歌
- 木俣修作詞／平井康三郎作曲

## 交通
- 東急多摩川線沼部駅から徒歩5分
- 東急池上線御嶽山駅から徒歩9分
- 東急東横線・東急目黒線・東急多摩川線多摩川駅から徒歩15分

## 学園祭
ぽろにあ祭と呼ばれ毎年9月下旬の土曜・日曜に行われる。名称は校章の桐の学名 「Paulownia」と芸術都市で知られるボローニャから来ている。

## 著名な出身者
- 永瀬和彦（金沢工業大学教授、鉄道工学者）
- 内館牧子（脚本家）
- 吉村達也（作家）
- 植田まさし（漫画家）
- 大槻隆行（NHKアナウンサー）
- 和田源二（NHKアナウンサー）
- 植島啓司（元関西大学教授、宗教人類学者）
- 沼上幹（経営学者、一橋大学名誉教授・元副学長、早稲田大学教授）
- 影山和郎（東京大学大学院工学系研究科教授）
- 笠松厚雄（キヤノン「EOS kissデジタルN」開発者）
- 新井秀樹（1990年卒。陸上競技800メートル東京高校記録 前保持者）
- 横江信義（元通産研究所次長兼官房審議官、元IEA石油市場緊急対策局長、ICU卒）
- 中川梨絵（女優）
- 田島照久（早稲田大学文化構想学部教授）
- 藤森義明（LIXIL代表取締役社長 兼 CEO）
- 蒲原弘幸（高校野球監督）
- チャーリー西村 (サイエンスエンターテイナー(米村でんじろうサイエンスプロダクション所属)、株式会社サイエンスエンタテイメント代表取締役)
- 片岡護（料理人）[2]
- 吉成圭子（歌手、制服向上委員会）[3]